# Holger Osieck
Holger Osieck (* 31. August 1948 in Homberg) ist ein deutscher Fußballtrainer und Funktionär der FIFA. Zuletzt trainierte er von August 2010 bis Oktober 2013 die australische Fußballnationalmannschaft.

## Spielerkarriere
Holger Osieck begann seine Fußballer-Laufbahn als Zehnjähriger beim FC Schalke 04. Er blieb sieben Jahre dort, spielte dann für Eintracht Gelsenkirchen, den SSV Hagen, den 1. FC Mülheim, den 1. FC Bocholt, die Vancouver Whitecaps und für Rot-Weiß Oberhausen.

## Trainerkarriere
Nach einem Studium der Geschichtswissenschaften an der Ruhr-Universität Bochum entschied er sich mit 22 Jahren für eine Trainerlaufbahn, erwarb Lizenzen und legte 1976 im Alter von 28 Jahren an der Sporthochschule Köln die Prüfung zum Fußball-Lehrer ab. Seine Lizenzarbeit schrieb er dort über die Geschichte des FC Schalke 04. Zwei Jahre später begann er in Kanada, wo er auch gespielt hatte, als Assistenztrainer beim nationalen Verband.
Ab 1979 stand Osieck in Diensten des DFB, bei dem er vornehmlich in der Jugendarbeit tätig war. Ende 1979 vertrat er Erich Ribbeck kurzzeitig als Assistent von Nationaltrainer Jupp Derwall, nach Ribbecks Abschied im Streit nach der Weltmeisterschaft 1982 rückte er dauerhaft in der Trainerstab der deutschen A-Nationalmannschaft auf. Vor der Europameisterschaft 1984 übernahm Horst Köppel den Co-Trainer-Posten, für Osieck folgten Tätigkeiten als Trainer der deutschen U-16-Nationalmannschaft und DFB-Ausbildungschef für den A-Trainerschein. Nach Köppels Kündigung als DFB-Trainer Ende November 1986 kehrte er Anfang 1987 zur A-Nationalmannschaft zurück, wo er bis zur Fußball-Weltmeisterschaft 1990 offiziell als Trainer des deutschen Teams arbeitete, da der hauptverantwortliche „Teamchef“ Franz Beckenbauer über keine Trainerlizenz verfügte. Nach dem WM-Sieg war er zunächst Jugendtrainer beim FC Schalke 04 und folgte dann Beckenbauer als zweiter Mann zum französischen Erstligisten Olympique Marseille.
Zu Beginn der Saison 1991/92 wurde er Cheftrainer beim Bundesligisten VfL Bochum. Die erste Saison beendete er mit der Mannschaft um Nationalspieler Dariusz Wosz mit der zweitschlechtesten Tordifferenz der damals 20 Ligateilnehmer auf Platz 15. In der folgenden Saison war Bochum nach dem 12. Spieltag nach fünf Niederlagen in Serie Tabellenletzter, und Osieck wurde durch Jürgen Gelsdorf ersetzt. Dieser brachte die Bochumer zwar auf den 16. Platz, konnte aber deren ersten Bundesligaabstieg nicht verhindern.
Osieck trainierte nun Fenerbahçe Istanbul und gewann mit dem Verein den Pokal des Türkischen Sportjournalisten-Vereins. Von 1995 bis 1996 machte er erstmals beim japanischen Erstligisten Urawa Red Diamonds Station. Mit dem Verein belegte er in den beiden Spielzeiten den fünften und sechsten Platz.
Von 1997 bis 1998 arbeitete er erneut in der Türkei, wo er nach Finalspielen gegen Trabzonspor 1996/97 mit Kocaelispor den Türkischen Pokal gewann.
Vom 29. September 1998 bis zum 2. September 2003 betreute Osieck die kanadische Nationalmannschaft, mit der er im Februar 2000 durch einen 2:0-Sieg über Kolumbien überraschend die Nord- und Mittelamerikanische-Meisterschaft, den Gold Cup, gewann.
Ab dem 1. Mai 2004 wirkte er beim Weltverband FIFA in Zürich als Leiter des Stabs für technische Entwicklung. Im Juli 2004 war er als Assistenztrainer des Bundestrainers Jürgen Klinsmann im Gespräch, sagte aber kurzfristig ab. Der Posten ging schließlich an Joachim Löw.
2007 übernahm er zum zweiten Mal den Trainerposten bei den Urawa Red Diamonds aus Japan, die zuvor von Guido Buchwald trainiert worden waren. Hier feierte er am 14. November 2007 seinen größten Erfolg als Vereinstrainer. Nach einem 1:1 im Hinspiel besiegten die Diamonds die iranische Mannschaft Sepahan Isfahan mit 2:0 und gewannen damit die asiatische Champions League. Nach zwei Niederlagen zu Saisonbeginn wurde er am 16. März 2008 beim Vizemeister von 2007 entlassen.
Am 11. August 2010 wurde er als Nationaltrainer Australiens vorgestellt. 2011 erreichte er mit Australien das Finale der Asienmeisterschaft, in dem es gegen Japan mit 0:1 n. V. verlor. Am 30. März bezwang die australische Nationalmannschaft unter seiner Leitung Deutschland in Mönchengladbach mit 2:1.
Im Juni 2013 qualifizierte sich die Nationalmannschaft Australiens als Gruppenzweiter hinter Japan vor Jordanien, Oman und Irak für die WM 2014 in Brasilien. Nach zwei 0:6-Niederlagen in Freundschaftsspielen gegen Brasilien und Frankreich wurde Osieck am 12. Oktober 2013 entlassen.

## Titel als Trainer

### Nationalmannschaft
- Weltmeister: 1990 (als Co-Trainer)
- CONCACAF Gold Cup-Sieger: 2000

### Verein
- Türkischer Pokal-Sieger: 1997
- AFC-Champions-League-Sieger: 2007

## Privates
Der Sportlehrer ist wieder verheiratet und Vater eines Sohnes und einer Tochter. Sein Sohn ist Präsident des Fußballverbandes der kanadischen Provinz British Columbia.